# Mykulytschyn
Mykulytschyn (ukrainisch Микуличин; russisch Микуличин/Mikulitschin, polnisch Mikuliczyn) ist ein in der Westukraine liegendes Dorf etwa 58 Kilometer südlich der Oblasthauptstadt Iwano-Frankiwsk und 6 Kilometer südöstlich des Hauptortes Jaremtsche am Fluss Pruth gelegen.

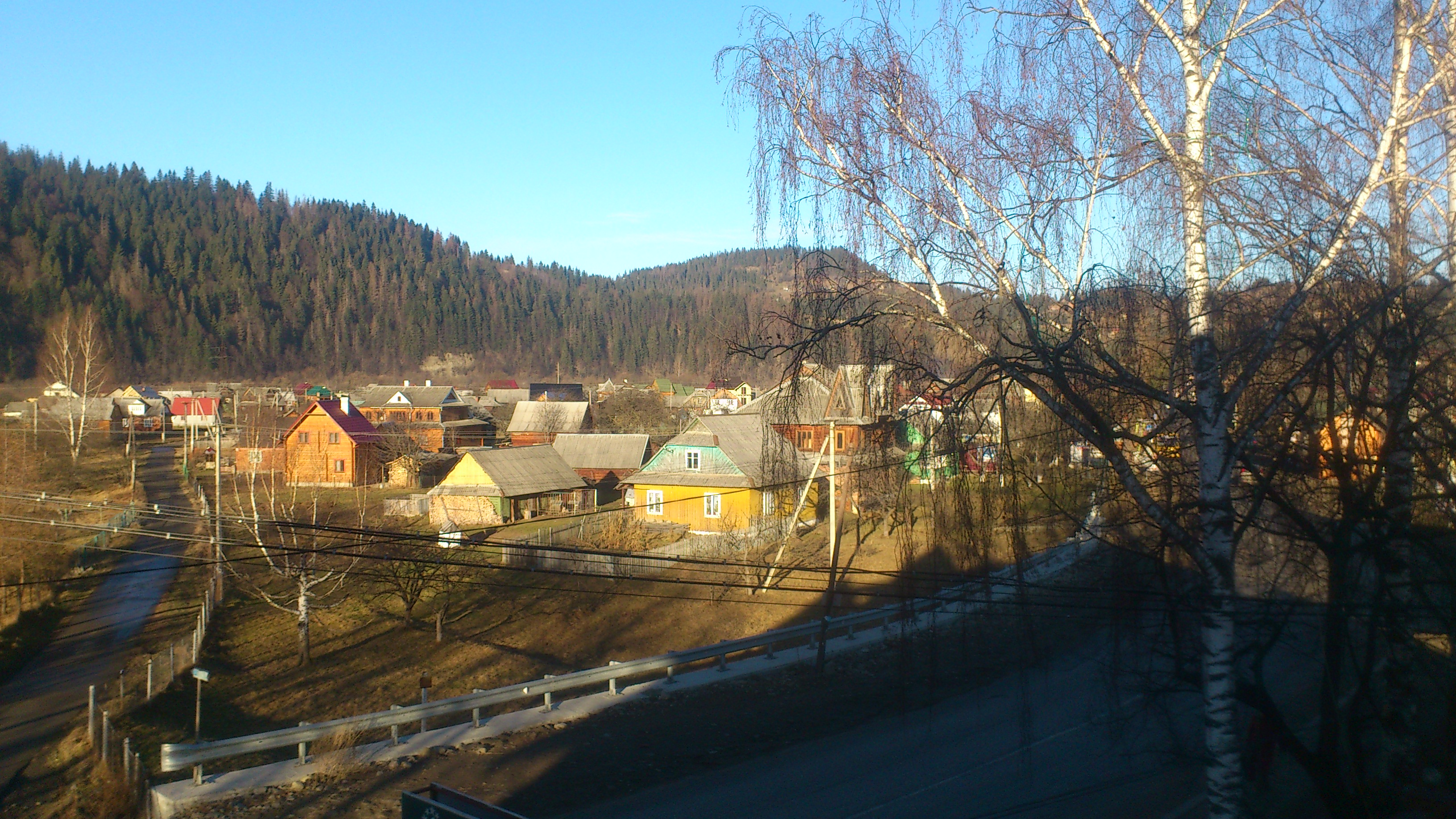
Blick auf das Dorf

Der Ort wurde 1700 zum ersten Mal schriftlich erwähnt und lag zunächst in der Adelsrepublik Polen-Litauen in der Woiwodschaft Ruthenien. Von 1772 bis 1918 gehörte er unter seinem polnischen Namen Mikuliczyn zum österreichischen Galizien. Nach dem Ende des Ersten Weltkrieges kam der Ort zu Polen und lag hier ab 1921 in der Woiwodschaft Stanislau, Powiat Nadwórna, Gmina Mikuliczyn. Mit Beginn des Zweiten Weltkriegs wurde der Ort ab September 1939 erst von der Sowjetunion und ab Juni 1941 bis 1944 von Deutschland besetzt, hier wurde der Ort in den Distrikt Galizien eingegliedert.
1944 kam der Ort wiederum zur Sowjetunion, dort wurde sie Teil der Ukrainischen SSR und ist seit 1991 ein Teil der heutigen Ukraine. Der nunmehr Mykulytschyn genannte Ort wurde während der sowjetischen Zeit 1940 zur Rajonshauptstadt des gleichnamigen Rajons Mykulytschyn, dieser wurde aber bereits im gleichen Jahr nach Jaremtscha verlegt und in Rajon Jaremtscha umbenannt.
Bereits seit 1894 führt die heutige Bahnstrecke Sighetu Marmației–Iwano-Frankiwsk durch den Ort, er besitzt auch einen Bahnhof an dieser Strecke. Seit 2002 produziert die Brauerei Mykulytschyn im Ort das Huzulske-Bier (пиво Гуцульське).
Am 12. Juni 2020 wurde das Dorf ein Teil der neu gegründeten Stadtgemeinde Jaremtsche, bis dahin bildete es die gleichnamige Landratsgemeinde Mykulytschyn (Микуличинська сільська рада/Mykultschynska silska rada) als Teil der Stadtratsgemeinde von Jaremtsche.
Am 17. Juli 2020 wurde der Ort Teil des Rajons Nadwirna.